# Prix Gémeaux du meilleur son
Le prix Gémeaux du meilleur son est une récompense télévisuelle remise par l'Académie canadienne du cinéma et de la télévision en 2003.

## Palmarès

### Humour, variétés, arts de la scène, talk show
- 2003 - Sen Fortier et Éric Pfalzgraf, Phylactère Cola